# Meteorologiåret 1973

## Händelser

### Januari
- Januari - I Sverige upplever Norrland en rekordvarm januarimånad [1].
- 12 januari – I Allgunnen, i Småland uppmäts temperaturen + 12,4 °C vilket blir Sveriges högsta uppmätta temperatur för månaden [2].

### Februari
- 7 februari – I Rangiora, Canterbury och Jordan, Marlborough uppmättes temperaturen + 42.4 °C (108.3 °F) vilket blir Nya Zeelands högst uppmätta temperatur någonsin [3].

### April
- April - 82 millimeter nederbörd faller över Pajala, Sverige vilket innebär nytt rekord för månaden [4].
- 8 april – Vägarna stängs vid en snöstorm i Iowa, USA [5].

### Juni
- 11-12 juni – 165,5 millimeter nederbörd faller över Lurøy, Norge vilket innebär norskt dygnsnederbördsrekord för månaden [6].

### Juli
- Juli – 237 millimeter nederbördsmängd faller över Härjedalen, Sverige vilket innebär månadsnederbördsrekord för Härjedalen [7].
- 26 juli – 179 millimeter nederbörd faller över Söderköping, Sverige vilket innebär dygnsnederbördsrekord för Östergötland. Med mängden 263 millimeter under månaden innebär det också östgötskt månadsnederbördsrekord [8].

### September
- 20 september – Temperaturen sjunker till -4.4 °C i Portage La Prairie i Manitoba, Kanada vilket innebär lokalt köldrekord för månaden [9].

### Oktober
- 10 oktober – Det för månaden värsta hällregnet någonsin i Minnesota, USA inträffar [10].

### November
- 17 november – Vid Vágar flygplats, Färöarna uppmäts temperaturen -10.0 °C, vilket blir Färöarnas lägst uppmätta temperatur för månaden [11].
- 19 december – Vid Vágar flygplats, Färöarna uppmäts temperaturen -10.9 °C, vilket blir Färöarnas lägst uppmätta temperatur för månaden [11].
- 27 november - Då Sverige vinner med 2-1 mot Österrike i en kvalmatch till VM i fotboll 1974 spelas matchen i ett yrsnöigt Gelsenkirchen i Västtyskland. Svart-vit boll används.
- 29 november – 68 centimeter snö uppmäts i Komstorp, Sverige vilket innebär snödjupsrekord för Blekinge [12].
- 30 november - I Egvard och Tarm, Danmark uppmäts temperaturen -21,3 °C, vilket blir Danmarks lägst uppmätta temperatur för månaden [13].

### Okänt datum
- En damm i Sysslebäck, Sverige svämmar över och 1 person omkommer [14].
- Ett kraftigt inflöde till Östersjön inträffar [15]
- 15 europeiska stater skriver på om bildandet av ECMWF som placeras i Reading, England,  Storbritannien [16].
- Snödjupet i Vattholma, Sverige börjar mätas [17].

## Födda
- 26 maj – Christine Clayburg, amerikansk meteorolog.

### Fotnoter
1. ↑  SMHI Arkiverad 25 mars 2015 hämtat från the Wayback Machine.
2. ↑  SMHI Arkiverad 9 september 2010 hämtat från the Wayback Machine.
3. ↑  ”Carl Walrond. 'Natural environment', Te Ara - the Encyclopedia of New Zealand, upptaderad 25 september 2007”. Teara.govt.nz. http://www.TeAra.govt.nz/NewZealandInBrief/NaturalEnvironment/3/en. Läst 20 augusti 2010.
4. ↑  När Var Hur 2002, DN
5. ↑  ”Arkiverade kopian”. Arkiverad från originalet den 16 juli 2010. https://web.archive.org/web/20100716104244/http://www.climate.umn.edu/pdf/day_in_weather_history/april_wx_history.pdf. Läst 16 februari 2011.
6. ↑  MET
7. ↑  SMHI
8. ↑  SMHI
9. ↑  ”Dan, Dan the Weatherman's Canadian Weather Trivia Page”. Arkiverad från originalet den 9 september 2013. https://web.archive.org/web/20130909001246/http://www.dandantheweatherman.com/cantriv.html. Läst 23 februari 2011.
10. ↑  ”Arkiverade kopian”. Arkiverad från originalet den 26 juli 2010. https://web.archive.org/web/20100726102332/http://www.climate.umn.edu/pdf/day_in_weather_history/october_wx_history.pdf. Läst 16 februari 2011.
11. 1 2  DMI
12. ↑  ”SMHI”. Arkiverad från originalet den 8 september 2010. https://web.archive.org/web/20100908215559/http://www.smhi.se/kunskapsbanken/meteorologi/blekinges-klimat-1.4831. Läst 5 februari 2011.
13. ↑  Vejrekstremer i Danmark Arkiverad 19 januari 2013 hämtat från the Wayback Machine. DMI
14. ↑  SMHI
15. ↑  SMHI
16. ↑  MET Arkiverad 15 december 2010 hämtat från the Wayback Machine.
17. ↑  SMHI Arkiverad 4 januari 2014 på WebCite